# Imouto Paradise!
Imouto Paradise! Onii-chan to Go nin no Imouto no Ecchi Shimakuri na Mainichi (妹ぱらだいす! 〜お兄ちゃんと5人の妹のエッチしまくりな毎日〜, Imōto Paradaisu! 〜Onii-chan to Go nin no Imouto no Ecchi Shimakuri na Mainichi〜) est un visual novel érotique développé et publié par Moonstone Cherry. Imouto Paradise! est sortie le 28 janvier 2011 et est jouable sur Windows en tant que jeu PC. Le 29 juillet 2011, M-Trix a produit une version Android de l'eroge, et le 29 septembre 2011, le jeu est sortie par Dennou Club sous la forme de DVDPG. Moonstone Cherry commercialise une suite, Imouto Paradise! 2, le 31 mai 2013.
Paradigm a édité un light novel. Une série d'OAV hentai a été produite.

## Système de jeu
Imouto Paradise! est un visual novel érotique qui place l'inceste comme l'un de ses thèmes majeurs. Le joueur joue le personnage de Sōichirō Nanase qui est le protagoniste et grand frère des cinq heroines présentes dans l'histoire. Dans Imouto Paradise! 2, le joueur joue le personnage du futur fils de Sōichirō, Keiichi Nanase, qui est également le grand frère de cinq petites sœurs.

## Medias liés

### Anime

#### Listes des épisodes
| No | Titre de l’épisode en français | Titre original de l’épisode                                  | Date de 1re diffusion |
| -- | ------------------------------ | ------------------------------------------------------------ | --------------------- |
| 1  | Pas de traduction officielle   | お兄ちゃん、わたしとしようよっ Oni-chan, Watashi to Shiyō yo | 9 décembre 2011       |
| 2  | Pas de traduction officielle   | お兄ちゃん、もっとしようよっ！ Oni-chan, Motto Shiyō yo!     | 20 avril 2012         |

| No | Titre de l’épisode en français | Titre original de l’épisode                                  | Date de 1re diffusion |
| -- | ------------------------------ | ------------------------------------------------------------ | --------------------- |
| 1  | Pas de traduction officielle   | お兄ちゃん、わたしとしようよっ Oni-chan, Watashi to Shiyō yo | 3 août 2013           |
| 2  | Pas de traduction officielle   | お兄ちゃん、もっとしようよっ！ Oni-chan, Motto Shiyō yo!     | 4 octobre 2013        |

| No | Titre de l’épisode en français | Titre original de l’épisode                                  | Date de 1re diffusion |
| -- | ------------------------------ | ------------------------------------------------------------ | --------------------- |
| 1  | Pas de traduction officielle   | お兄ちゃん、わたしとしようよっ Oni-chan, Watashi to Shiyō yo | 27 avril 2018         |
| 2  | Pas de traduction officielle   | お兄ちゃん、もっとしようよっ！ Oni-chan, Motto Shiyō yo!     | 27 juillet 2018       |